# David M. Ronne
David M. Ronne (* 23. April 1943 in Chicago, Illinois; † 23. Januar 2007 in Los Angeles, Kalifornien) war ein US-amerikanischer Tonmeister.

## Leben
Ronne begann seine Karriere 1965 beim Fernsehen. Bis Anfang der 1970er Jahre arbeitete er schwerpunktmäßig an für das Fernsehen produzierte Dokumentarfilmen und Fernsehspecials. Ab Anfang der 1980er Jahre war er an zahlreichen großen Hollywoodproduktionen beteiligt, arbeitete jedoch weiterhin gelegentlich auch an Fernsehproduktionen. Hierfür war er zwischen 1977 und 1994 vier Mal für einen Primetime Emmy nominiert. Zwischen 1982 und 1986 war Ronne drei Mal für den Oscar in der Kategorie Bester Ton nominiert: 1982 für Am goldenen See, 1985 für Menschen am Fluß und 1986 für Silverado. Er konnte jedoch keinen der Preise gewinnen.
Ronne starb 2007 im Alter von 63 Jahren, drei Filme, an denen er arbeitete, erschienen postum.

## Filmografie (Auswahl)
- 1974: Abschied von einer Insel (Conrack)
- 1976: Der Marathon-Mann (Marathon Man)
- 1976: Landhaus der toten Seelen (Burnt Offerings)
- 1977: Das Domino Komplott (The Domino Principle)
- 1981: Am goldenen See (On Golden Pond)
- 1984: Menschen am Fluß (The River)
- 1985: Silverado
- 1987: The Lost Boys
- 1988: Beetlejuice
- 1989: Star Trek V: Am Rande des Universums (Star Trek V: The Final Frontier)
- 1994: Stargate
- 1996: The Rock – Fels der Entscheidung (The Rock)
- 1997: Air Force One
- 1998: Ich weiß noch immer, was du letzten Sommer getan hast (I Still Know What You Did Last Summer)
- 2003: Looney Tunes: Back in Action
- 2005: Mr. & Mrs. Smith
- 2006: Miami Vice

## Nominierungen (Auswahl)
- 1982: Oscar-Nominierung in der Kategorie Bester Ton für Am goldenen See
- 1985: Oscar-Nominierung in der Kategorie Bester Ton für Menschen am Fluß
- 1986: Oscar-Nominierung in der Kategorie Bester Ton für Silverado